# نيكو (اليابان)

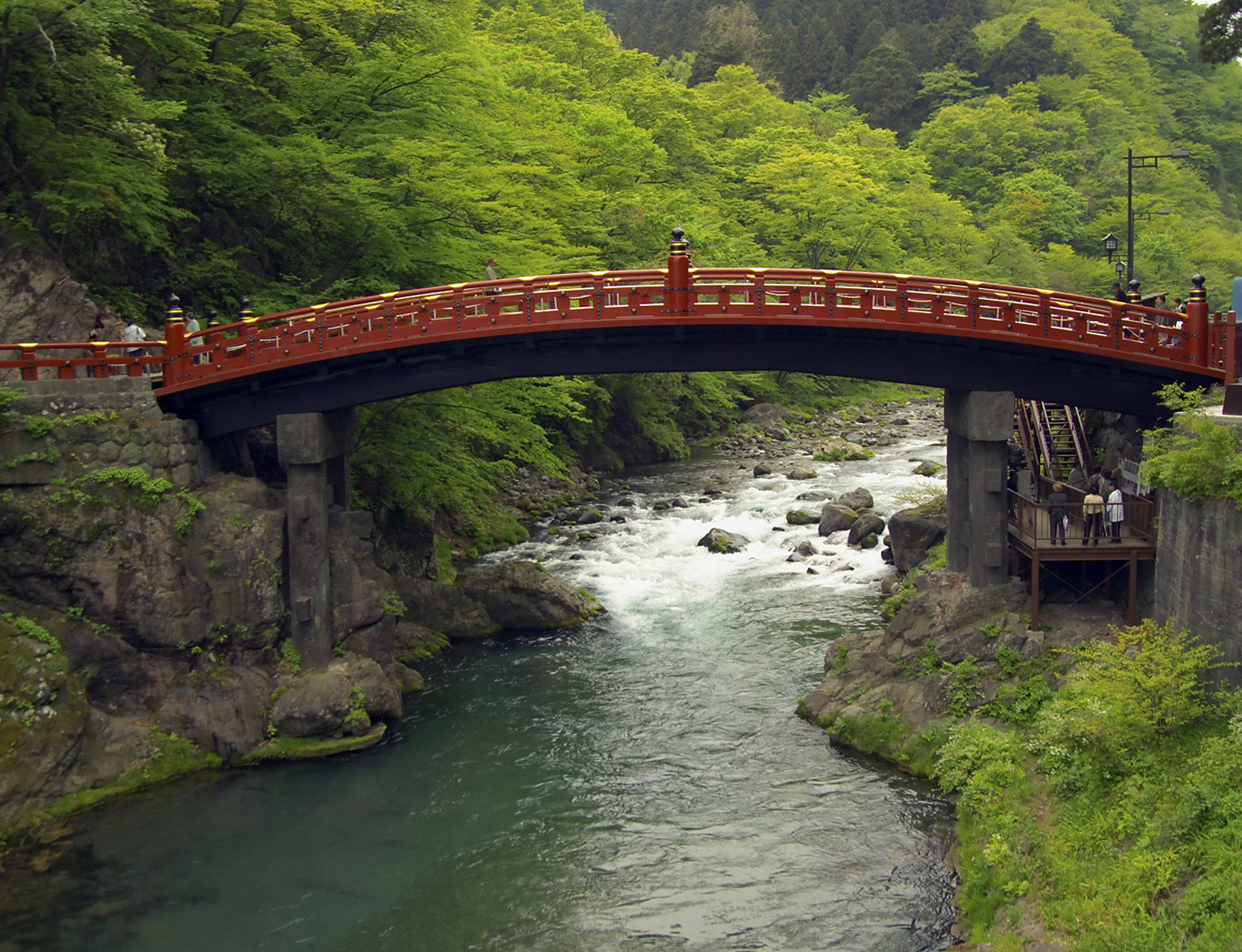
الجسر الأحمر (جسر الثعابين): يمتد فوق نهر "دائييا"، ومعه يبدأ المركز التاريخي لمدينة نيكو. يقع الجسر في الموضع الذي اجتازه الراهب "شودو شونين" على ظهر اثنين من الثعابين حسب الأسطورة.

نِقُّو (باليابانية: 日光 = نور الشمس) هي مدينة في اليابان. تتبع إداريا «محافظة توتشيغي». تبعد بـ140 كلم إلى الشمال من طوكيو، تقع مدينة نيكو على سفوح الجبال، وفي وسط غابات الأرز، والصنوبر. وتشتهر بمناظرها الطبيعية الخلابة ومعابدها الشهيرة والتي صنفتها اليونسكو في قائمة التراث الثقافي العالمي (1999 م).
تأسست رسميًا في 20/03/2006. ويقدر عدد سكانها بـ 92181 نسمة حسب تقدير مكتب الإحصاء الياباني لعام 2012. تبلغ مساحة نيكو 1449.87 كم2. بكثافة سكانية تبلغ 63.6 نسمة/كم2.

## التاريخ
يرجع تاريخ «نيكو» إلى القرن الثامن للميلاد، فقد أصبحت منذ ذلك العهد مركزا دينيا مهما في اليابان. سنة 766 م وأثناء فترة نارا، قام الراهب البوذي «شودو شونين»، أثناء حجه إلى جبل «نانتائي» باجتياز نهر «دائييا»، وأسس بالقرب من المكان أول المعابد في نيكو. بعدها بقرون أصبحت المدينة مركزا بوذيا وشنتويا مشهورا، وفيها اختار القائد «توكوغاوا إيئه-ياسو» أن يتخذ لنفسه ضريحا.

## المزارات والمعابد
أصبح «إيئه-ياسو» أول الشوغونات من أسرة التوكوغاوا، كانت البلاد قد أتمت وحدتها السياسية. قام أحد أحفاد «إيئه-ياسو» عام 1634 م، بتشييد «مزار توشوغو» (ومعبد) تخليدا لذكرى جده. كان في نفس الوقت يريد أن يبرز قوة عشيرته التوكوغاوا أمام العشائر الأخرى. إلى جانب مزار توشوغو، تتواجد في نيكو العديد من المعالم الأخرى، وتشتهر هذه المعالم بنقوشها الفريدة من نوعها في اليابان.

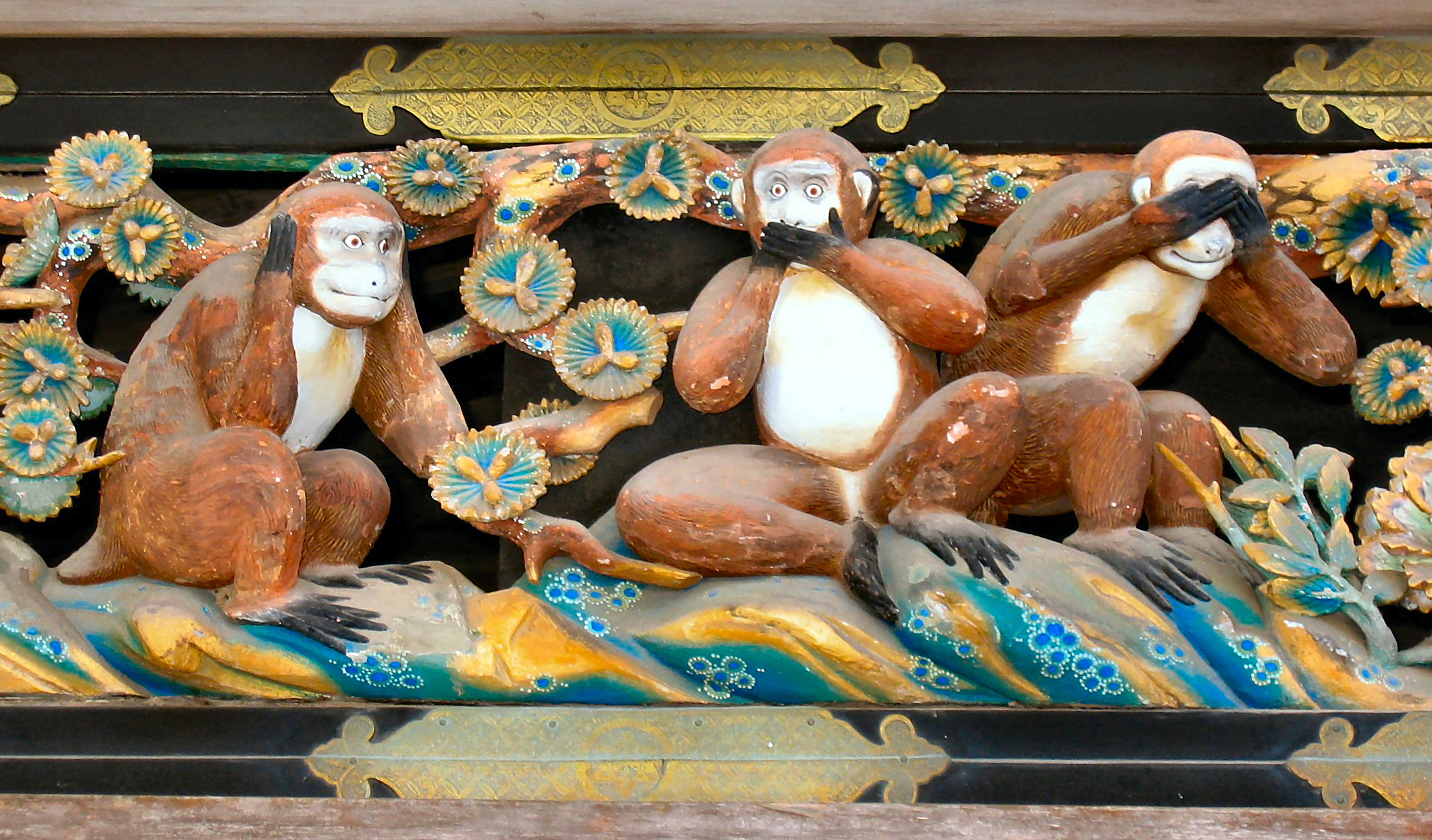
الثلاثة التي لا تسمع ولا ترى ولا تتكلم: وتعتبر أشهر المنحوتات الخشبية المتواجدة في المزار.

## توأمة
لنيكو (اليابان) اتفاقيات توأمة مع:
- تاينان

## أعلام
- ماسارو إيبوكا
- شوتا كانيكو
- يوشيو كوسوغي
- آكيو فوكودا